# Štemberger
Štemberger je priimek več znanih Slovencev:
- Anton Štemberger (1863—1927), duhovnik, založnik in organizator
- Božidar Štemberger (*1966), policist
- Igor Štemberger (*1971), kemik, poslovnež in politik
- Jago Štemberger (*1968), atlet
- Neva Štemberger (*1954), grafična oblikovalka